# Internetowy System Aktów Prawnych
Das Internetowy System Aktów Prawnych (ISAP, deutsch Internet-System der Rechtsakte) ist eine amtliche, öffentlich zugängliche Datenbank der in Polen geltenden Rechtsvorschriften.  

## Inhalt
Das Rechtsinformationssystem ISAP ist auf der Website des Sejm der Republik Polen zugänglich und wird von der IT-Abteilung der Kanzlei des Sejm herausgegeben. Es enthält Veröffentlichungen aus zwei Amtsblättern:
- Dokumente des Dziennik Ustaw (Gesetzblatt der Republik Polen) ab der ersten Ausgabe von 1918 und
- Dokumente des Monitor Polski ab 1930.

Dziennik Ustaw und Monitor Polski werden ebenfalls von der zentralen Regierungsbehörde für die Gesetzgebung (Rządowe Centrum Legislacji) auf eigenen Websites zur Verfügung gestellt, doch beschränkt sich deren Funktion hauptsächlich auf die Erstveröffentlichung von Dokumenten. Das ISAP führt demgegenüber eine bibliographische Aufbereitung des veröffentlichten Texts (Tekst ogłoszony) durch, die weitere grundlegende Dokumente verlinkt, um Recherchen zu erleichtern. Im Fall von Gesetzestexten werden durch PDF-Dateien mehrere Fassungen des Textes zugänglich gemacht, die mit zeitlichem Abstand zueinander entstanden sind:
- der Text, der in der Kanzlei des Sejm während des Gesetzgebungsverfahrens als dessen Ergebnis vorbereitet wurde (Tekst aktu) in der Fassung vom Tag der Bekanntmachung des Gesetzes,
- der von der Regierungsbehörde für die Gesetzgebung veröffentlichte Text aus dem Dziennik Ustaw (Tekst ogłoszony) und
- der konsolidierte Text mit den Änderungen, die am Text der Rechtsvorschrift vorgenommen wurden, erstellt vom Büro für die Gesetzgebung (Biurze Legislacyjnym) der Kanzlei des Sejm (Tekst ujednolicony).[4]

Über die Website der ISAP wird ebenfalls eine Datenbank zur Verfügung gestellt, die von der polnischen Exilregierung zwischen 1939 und 1990 im Dziennik Ustaw veröffentlichte Dokumente enthält. Es werden auch Rechtsvorschriften dokumentiert, die in den Jahren 1939 und 1940 im Monitor Polski veröffentlicht wurden.

## Geschichte
Auf der Grundlage eines Beschlusses der Kanzlei des Sejm im November 1974 begann die Arbeit an einem juristischen Informationssystem im Informationszentrum der Sejm-Bibliothek. Die erste Phase war ein Projekt zu einem zentralen automatisierten Register für Rechtsakte. Die Resultate flossen unter dem Arbeitstitel „System Informacji Legislacyjnej“ (Informationssystem zur Gesetzgebung) in ein größeres Projekt zur Bereitstellung mehrerer Datenbanken ein, dessen Laufzeit bis 1990 gehen sollte.
Eine dieser Datenbanken enthielt nur Beschreibungen von Dokumenten und wurde bis 1998 unter dem Namen „Rejestr Aktów Prawnych“ („Register für Gesetzgebungsakte“) veröffentlicht. Da gleichzeitig erschienene kommerzielle Systeme zusätzlich die Texte der Dokumente enthielten, war diese Datenbank kein Markterfolg und wurde aus dem Vertrieb genommen. Nach der Ergänzung mit konsolidierten Gesetzestexten wurde sie auf der Website des Sejm unter dem Namen „Internetowy System Informacji Prawnej“ („Internet-Informationssystem zu Gesetzen“) öffentlich zugänglich gemacht. Später wurde sie auf den aktuellen Namen umbenannt.